# Aérodrome de Lons-le-Saunier - Courlaoux
 (avril 2025).
L'aérodrome de Lons-le-Saunier - Courlaoux (code OACI : LFGL) est un aérodrome situé dans le département du Jura, dans la région Franche-Comté, en France.

## Géographie
L'aérodrome de Lons-le-Saunier-Courlaoux-Courlans se situe à 8 km à l'ouest de Lons-le-Saunier dans le Jura en Franche-Comté sur la RN78 de Lons-le-Saunier à Louhans, à égale distance de Besançon, Dijon, Bourg-en-Bresse et Genève.

## Caractéristiques
L'aéroclub de Lons-le-Saunier a un statut d'association loi de 1901.
L'aérodrome est doté d'une piste en herbe de 1 100 m, n'est pas contrôlé et est proche du couloir aérien « R45C ».
En juin 2023, la commune de Courlans rachète l'aérodrome et en reprend la gestion.

## Avions de l'aéroclub
- Robin DR-400 - 160 ch
- Jodel D113 - 100 ch

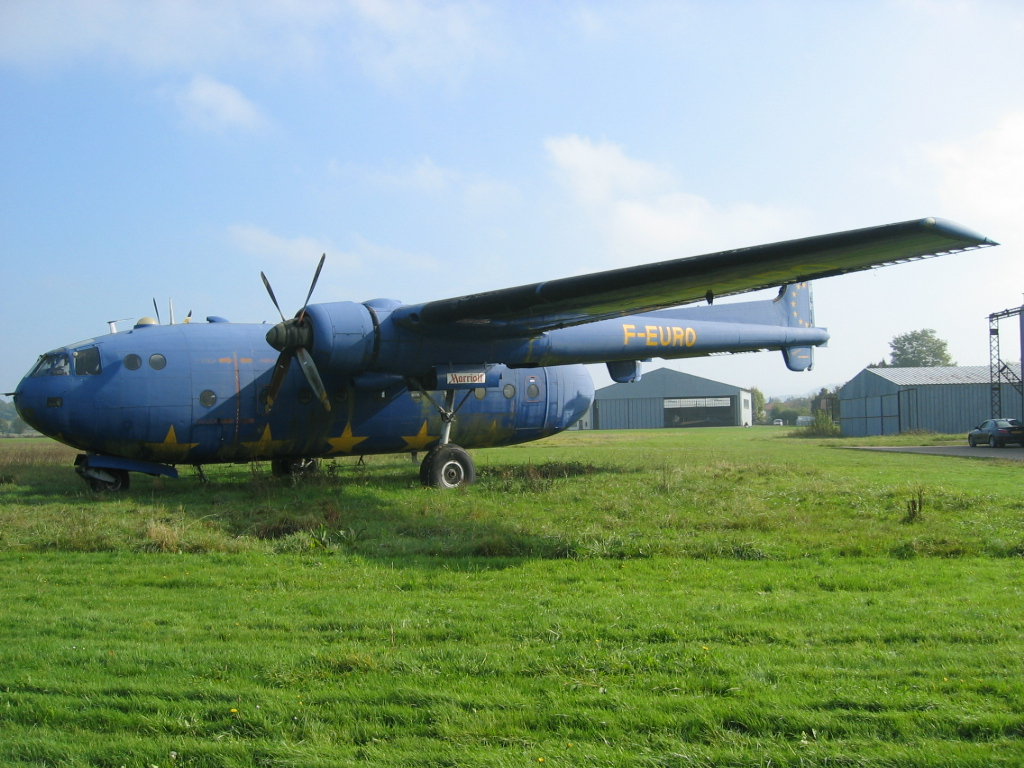
Noratlas 2501
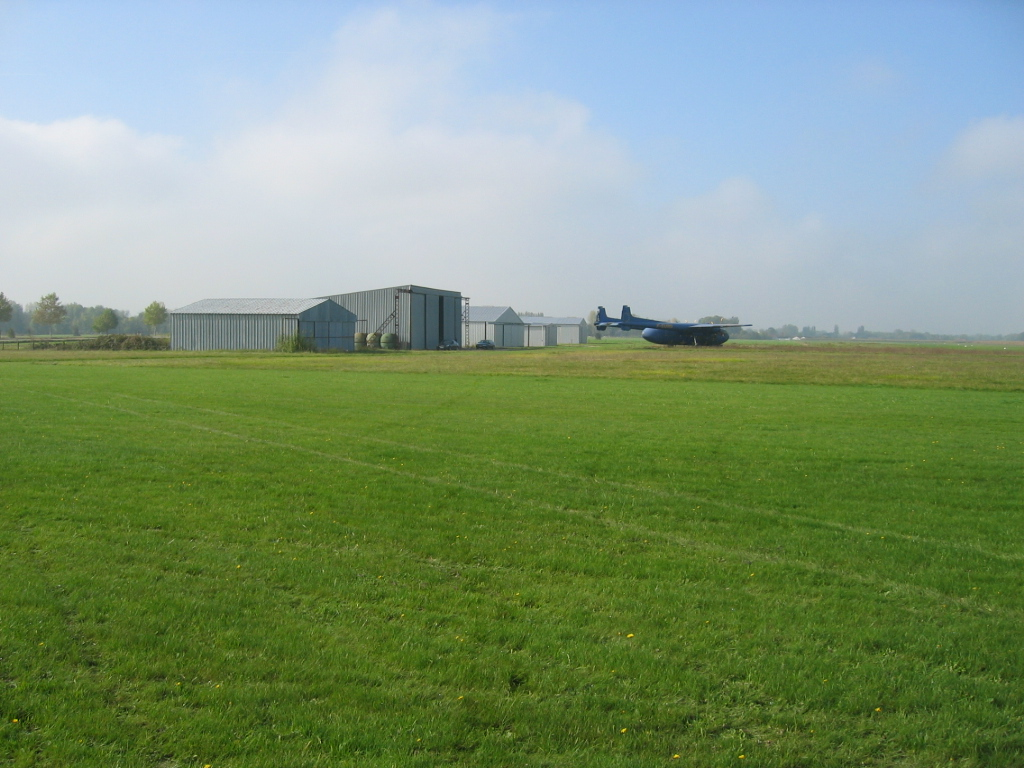
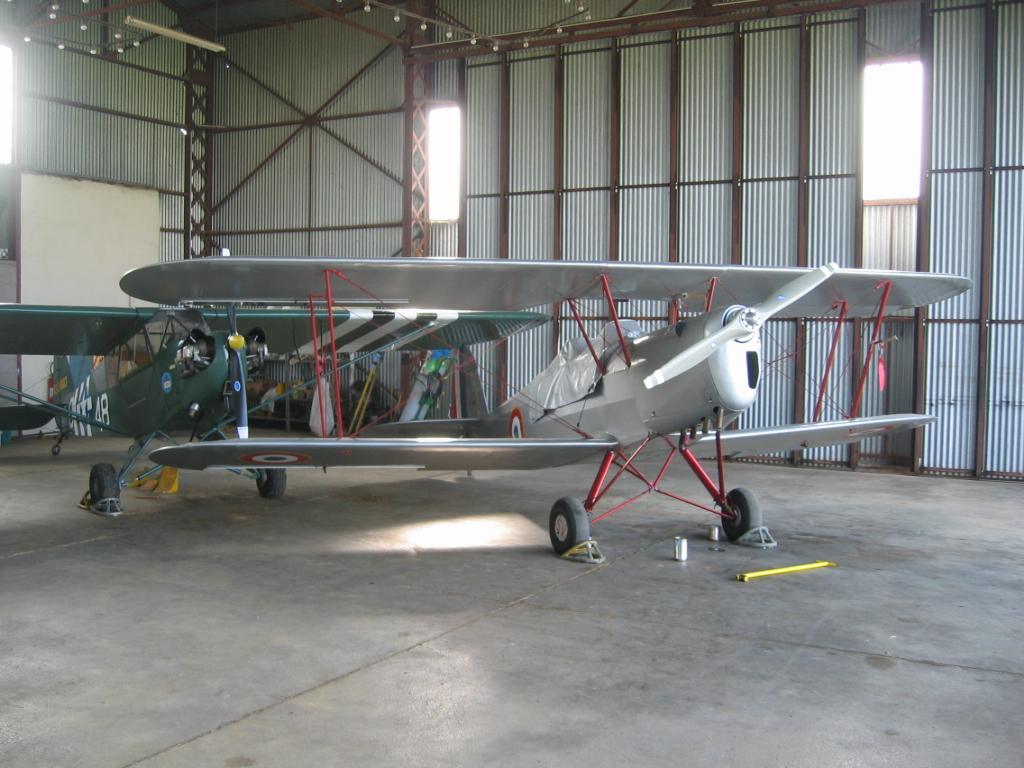
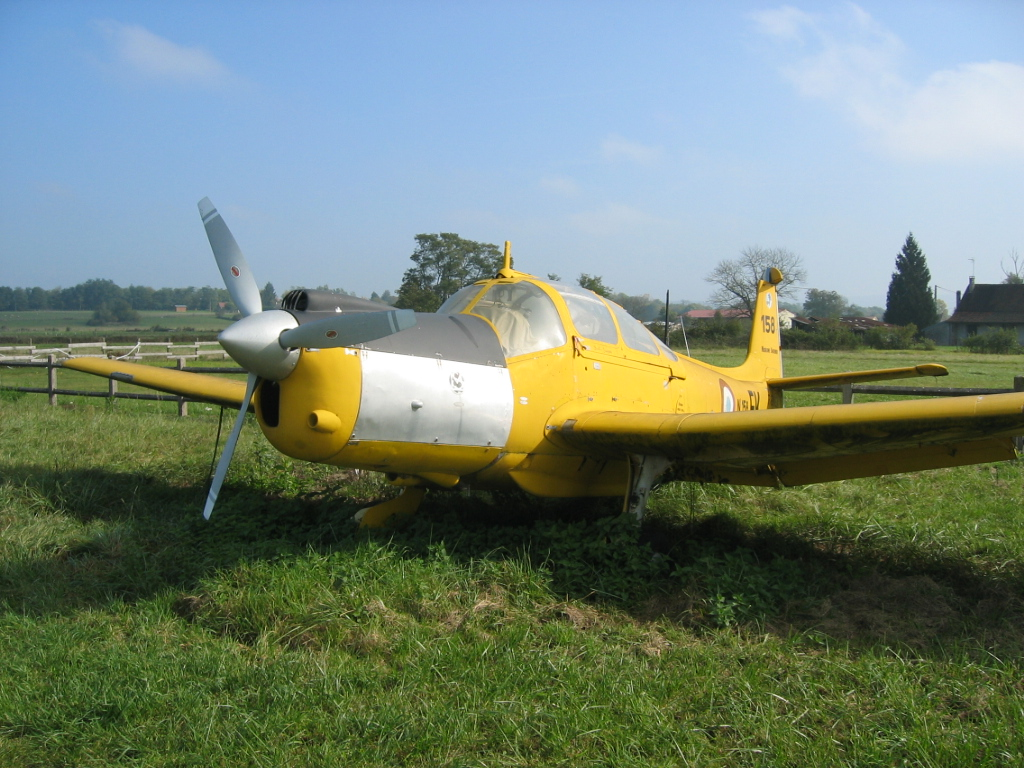
Morane-Saulnier MS-733
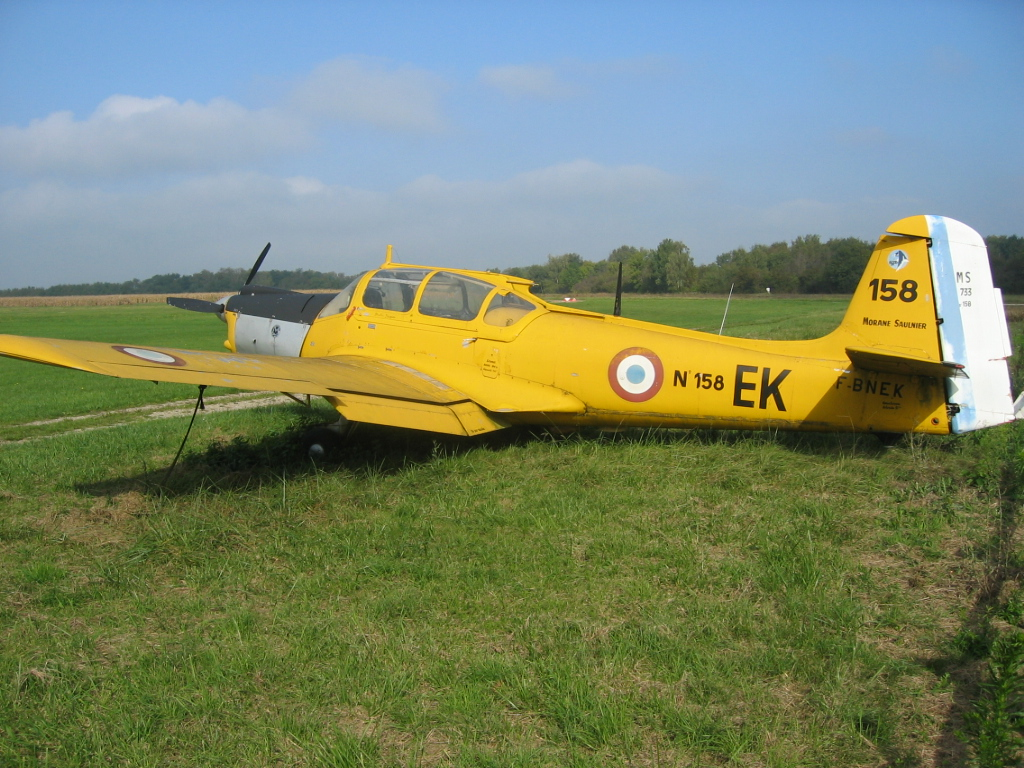